# Balatonőszöd
Balatonőszöd (hongrois : Balatonőszöd [ˈbɒlɒtonøːsød]) est une localité hongroise située dans le comitat de Somogy, au bord du lac Balaton.

## Site et localisation

### Topographie et hydrographie
Le front lacustre s'étend sur environ 2 kilomètres, dont un peu plus de 500 mètres seulement sont accessibles au public sous forme de plage libre. En raison de son altitude relativement basse, une zone de 20 hectares autrefois cultivée est aujourd'hui submergée de manière permanente, offrant un nouvel habitat à de nombreuses espèces aquatiques ; elle est bien visible depuis l'autoroute.
Balatonőszöd fait partie de la région viticole de Balatonboglár et dispose de parcelles destinées à la culture de la vigne.

## Histoire
Le territoire de Balatonőszöd est habité depuis plus de 5 000 ans. Des vestiges archéologiques datant de l'âge du bronze, de l'époque romaine et de la période des grandes migrations témoignent d'une implantation humaine ancienne et continue dans cette région propice à l'établissement.
Le village apparaît pour la première fois dans un document écrit en 1082, sous le nom de praedium Euschud. En 1229, il est mentionné comme villa Euseed et figure alors parmi les possessions du chapitre cathédral de Székesfehérvár. Il s'agissait à l'origine d'un domaine rural organisé, qui n'accéda au statut de village qu'au cours du XIIIe siècle. Selon les linguistes, le toponyme Őszöd dériverait d'un nom de personne, probablement celui du premier propriétaire des lieux.
La présence d'un lieu de culte est attestée dès les années 1332–1337, à travers les registres de la dîme pontificale. Par la suite, l'église du village devint une annexe de la paroisse de Szólád, relevant du doyenné de Karád.
Le village passa sous domination ottomane entre 1541 et 1542 et resta un domaine rattaché au château de Tihany jusqu'en 1599. Un registre fiscal turc mentionne alors six foyers imposés. Après la fin de l'occupation ottomane, Balatonőszöd fut lentement repeuplé ; en 1715, seuls quatre foyers y étaient recensés. C'est probablement à cette époque que le village s'établit à son emplacement actuel, l'ancien site, situé près du cimetière, ayant été entièrement détruit pendant les conflits.
Bien que le territoire fût en grande partie propriété ecclésiastique, la Réforme connut un fort écho local : la première mention d'une communauté réformée remonte à 1623. En 1749, un rapport de visite pastorale indique que sur 198 habitants, seuls 24 % étaient catholiques, les autres étant protestants (réformés ou luthériens).
Durant la Contre-Réforme, Balatonőszöd joua un rôle régional important. Les protestants y pratiquaient leur culte sans interruption, attirant des fidèles des villages environnants. Cette tolérance relative s'explique par le fait que l'église et le presbytère se trouvaient sur les terres de la famille protestante Vázsonyi, ce qui les protégea des confiscations et destructions fréquentes ailleurs.
En 1807, un tournant majeur intervint : l'empereur François Ier céda les terres ecclésiastiques du village à l'ordre des piaristes. L'ordre joua un rôle décisif dans l'organisation du territoire jusqu'en 1945. Il introduisit des méthodes agricoles modernes, développa la viticulture, l'élevage, la sylviculture et la pêche, et produisit des vins réputés dans les caves seigneuriales.
À partir de 1929, l'ordre procéda au lotissement des terres bordant le Balaton, créant ainsi la station balnéaire d'Őszöd et permettant la construction d'une chapelle en 1935 à l'initiative de l'association locale des estivants.
Après la Seconde Guerre mondiale, Balatonőszöd perdit son autonomie administrative : elle fut rattachée dans un premier temps au conseil communal de Balatonszemes, puis au conseil intercommunal de Balatonszárszó jusqu'en 1990. Le conseil municipal élu à l'automne 1990 rétablit une mairie indépendante à partir de janvier 1991, qui fonctionna jusqu'à la fin de l'année 2008.
Depuis 2009, les affaires communales sont gérées conjointement avec Balatonszemes dans le cadre d'un secrétariat intercommunal, dont le siège est à Balatonszemes. Balatonőszöd ne dispose plus d'institutions propres : l'éducation, la santé et les services publics sont assurés en partenariat. La commune est également membre de la communauté de communes pluri-fonctionnelle de Balatonföldvár.
Malgré sa situation directe en bord de lac, la majorité de la rive est aujourd'hui privatisée ; seule une petite portion reste accessible comme plage publique.

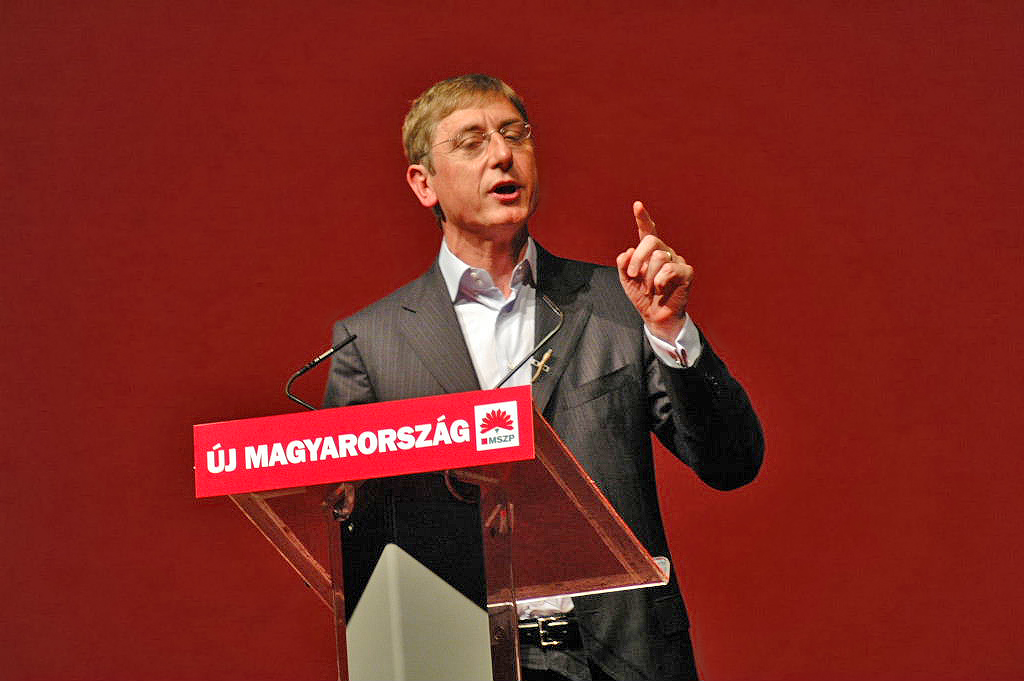
Le discours de Balatonőszöd, prononcé par le ministre-président Ferenc Gyurcsány le 26 mai 2006 devant le groupe parlementaire socialiste à huis clos, contenait une autocritique brutale sur les pratiques du gouvernement et suscita un scandale politique majeur après sa fuite en septembre. Sa divulgation déclencha des manifestations massives, une crise de confiance, et contribua durablement à l’impopularité du gouvernement socialiste, influençant profondément la vie politique hongroise jusqu’aux élections de 2010.

Balatonőszöd est également connue pour un événement politique majeur : c'est dans le centre de villégiature gouvernemental local que le ministre-président Ferenc Gyurcsány prononça, le 26 mai 2006, devant le groupe parlementaire socialiste, un discours en faveur de réformes structurelles. La divulgation de ce discours quelques mois plus tard — désormais connu comme le discours d'Őszöd — provoqua de vives protestations à l'échelle nationale.

## Population

### Minorités culturelles et religieuses
Lors du recensement de 2011, 85,4 % des habitants de Balatonőszöd se sont déclarés hongrois et 1,8 % allemands. Environ 14,6 % des résidents n'ont pas indiqué d'appartenance ethnique, ce qui, combiné à la possibilité de réponses multiples, peut entraîner un total supérieur à 100 %.
Du point de vue religieux, 43,9 % des habitants se déclaraient catholiques romains, 17 % réformés, 0,6 % évangéliques et 0,2 % gréco-catholiques. Environ 9 % se disaient sans religion, tandis que 22,9 % ne se sont pas prononcés.
Le recensement de 2022 révèle une évolution significative de la composition de la population. 66,8 % des habitants se déclaraient hongrois, 19,5 % ukrainiens, 2,7 % allemands, 0,3 % roms, et 0,1 % respectivement croates, polonais, arméniens et ruthènes. Environ 11,4 % n'ont pas déclaré leur origine nationale.
Concernant l'appartenance religieuse en 2022, 21,3 % des habitants se disaient catholiques romains, 10,6 % réformés, 3,1 % israélites, 1,6 % évangéliques, 6,4 % autres chrétiens et 1,5 % autres catholiques. Environ 9,6 % se déclaraient sans affiliation religieuse, tandis que près de la moitié des habitants (45,8 %) n'ont pas répondu à la question.

## Équipements

### Réseaux extra-urbains
La commune est directement desservie par la route principale 7, qui permet de la rejoindre aussi bien depuis l'est que depuis l'ouest. Le territoire est également traversé par l'autoroute M7, dont la section sud-balatonienne a été mise en service en 2005. Balatonőszöd dispose de son propre échangeur autoroutier, dont les bretelles se raccordent à la route secondaire 6524, elle-même reliée à la route 7 par un rond-point à l'est du village. Le centre de la commune est traversé par la route locale 6502, qui assure la liaison avec Balatonszemes.
La ligne de chemin de fer Budapest–Murakeresztúr traverse la commune, mais ne comporte pas d'arrêt à Balatonőszöd. Les deux gares les plus proches sont celles de Balatonszemes, à environ 2 km à l'ouest, et de Balatonszárszó, à 4 km à l'est.

## Patrimoine local
Balatonőszöd conserve plusieurs éléments patrimoniaux remarquables, tant religieux que civils, témoignant de son histoire et de sa culture locale.
Le village possède une façade directe sur le lac Balaton, mais plus des deux tiers de cette rive sont aujourd'hui privés ; seule une portion d'environ 500 mètres est accessible comme plage publique.
Dans la rue Szabadság, plusieurs maisons rurales traditionnelles ont été conservées dans leur forme d'origine. On y trouve également, à son extrémité, un cimetière juif divisé en deux parties : une section plus récente en bordure de rue et une plus ancienne en retrait. Ce lieu de sépulture aurait accueilli non seulement des familles juives d'Őszöd, mais aussi quelques commerçants de Balatonszemes. Certains tombeaux du XIXe siècle y sont particulièrement notables.
Le temple réformé, initialement construit en 1788, était à l'origine une structure modeste, sans clocher et couverte de chaume. Reconstruit entre 1845 et 1847, il a depuis été plusieurs fois rénové, bien que son mobilier intérieur reste largement d'origine. Le temple catholique, pour sa part, s'élève à l'emplacement probable d'un édifice médiéval. Il fut reconstruit au XVIIIe siècle, puis remanié entre 1891 et 1895.
La chapelle Notre-Dame, construite en 1935 sur les plans de Károly Weichinger à l'initiative de l'Association des estivants d'Őszöd, accueille chaque année depuis 2006 le pèlerinage de l'Assomption. Son retable, détruit entre-temps, a été fidèlement reconstitué d'après photographies par l'artiste Rudolf Szedleczky.
Parmi les monuments civils et commémoratifs, on peut citer :
- le mémorial aux morts de la Seconde Guerre mondiale, sculpté par le tailleur de pierre local Sándor Mihály ;
- la statue d'Imre Nagy, œuvre de l'artiste franco-hongrois Imre Kilár (1986), offerte en 2002 au journal Magyar Nemzet par les collectionneurs Margarita Crespo-Lopez et Imre Szakál ;
- une statue du Turul, oiseau mythique hongrois, sculptée en bois par Lajos Czigány et installée dans le parc jouxtant la maison de la culture ;
- un mémoire de saint Donatien, patron des vignerons, situé sur le vignoble local, œuvre de Rudolf Szedleczky, représentant le saint avec une grappe de raisin et un taste-vin ; il sert de point de rassemblement lors de la fête estivale du vin ;
- une aire de repos à Öreg-hegy, inaugurée le 20 août 2011, ornée d'une statue en chêne du dieu Bacchus, également réalisée par Lajos Czigány à l'initiative des vignerons du village.

Deux bâtiments historiques témoignent de l'activité économique ancienne :
- un grenier baroque du second XVIIIe siècle, actuellement en mauvais état, accessible depuis la rue József Attila ;
- la maison de l'intendant, édifice de style classique construit au XIXe siècle, devenu propriété des piaristes vers 1810. Elle fut pendant plus d'un siècle la résidence de l'administrateur du domaine. Aujourd'hui partiellement habitée, elle se trouve elle aussi dans un état de dégradation avancée.

Enfin, Balatonőszöd est également connu pour accueillir un centre de villégiature gouvernemental, notamment célèbre pour avoir été le lieu du discours politique controversé prononcé par Ferenc Gyurcsány en 2006.